# Innocenty (Frołow)
Innocenty, imię świeckie Aleksandr Anatoljewicz Frołow (ur. 22 lutego 1979 w Ferganie) – rosyjski biskup prawosławny.

## Życiorys
W 2001 r. ukończył studia na Briańskim Uniwersytecie Państwowym, uzyskując kwalifikacje nauczyciela wychowania fizycznego. W tym samym roku wstąpił jako posłusznik do monasteru św. Michała Archanioła w Kozysze. 14 marca 2003 r. został postrzyżony na mnicha przez arcybiskupa nowosybirskiego i berdskiego Tichona, przyjmując imię zakonne Innocenty na cześć św. Innocentego Nowosybirskiego. Arcybiskup nowosybirski Tichon udzielił mu również święceń diakońskich (26 lutego 2006 r.) oraz kapłańskich (21 lutego 2010 r.). W 2007 r. ukończył zaocznie seminarium duchowne w Tomsku.
W latach 2010–2015 prowadził zajęcia z zakresu teologii dogmatycznej w seminarium duchownym w Nowosybirsku. W 2017 r. w trybie zaocznym ukończył studia na Moskiewskiej Akademii Duchownej.
W latach 2018–2019 służył w parafii Ikony Matki Bożej „Wspomagająca Chlebem” w posiołku Priazowskim. Następnie od września 2019 r. służył w eparchii chabarowskiej jako spowiednik seminarium duchownego w Chabarowsku oraz misjonarz służący w oddalonych od miast osadach w Kraju Chabarowskim. W 2020 r. został proboszczem parafii św. Mikołaja w Nikołajewsku nad Amurem oraz dziekanem dekanatu nikołajewskiego.
24 marca 2022 r. Święty Synod Rosyjskiego Kościoła Prawosławnego nominował go na biskupa nikołajewskiego i bogorodzkiego, pierwszego ordynariusza nowo erygowanej eparchii. 30 marca 2022 r. otrzymał w związku z tą decyzją godność archimandryty. Jego chirotonia biskupia odbyła się 7 kwietnia 2022 r. w soborze Chrystusa Zbawiciela w Moskwie pod przewodnictwem patriarchy moskiewskiego i całej Rusi Cyryla.